# Tryton z morza
Tryton z morza (jap. 海のトリトン Umi no Toriton) – manga autorstwa Osamu Tezuki, wydawana w latach 1969–1971 w gazecie Sankei Shimbun. 
Na jej podstawie wyprodukowano serial anime wyemitowany w 1972 roku przez Animation Staff Room, oraz film pełnometrażowy. 

## Fabuła
Serial anime opisuje przygody Trytona, który jako jedyny został ocalony z rodziny syren po walce z władającym morzem klanem Posejdona.

## Obsada
- Yoku Shioya – Tryton
- Akemi Hirokawa – Pippy
- Takeo Nakanishi – Heptaboda
- Keiichi Noda – Ojciec Trytona
- Toshiko Sawada – Matka Trytona
- Haruko Kitakawa – Ruka
- Takeshi Watabe – Posejdon
- Kaneta Kimotsuki – Karu
- Kazuko Sugiyama – Fin
- Ryusuke Shiomi – Medon

## Manga
Autorem mangi jest Osamu Tezuka. Kolejne rozdziały ukazywały się w gazecie Sankei Shimbun od 1 września 1969 do 31 grudnia 1971 roku. 

## Anime
Seria została wyprodukowana przez Animation Staff Room i wyemitowana na kanale TV Asahi od 1 kwietnia do 30 września 1972 roku. Film pełnometrażowy, wyprodukowany przez Office Academy, miał swoją premierę 14 lipca 1979. 

### Wersja polska
W Polsce serial został wydany na dwóch kasetach VHS przez Film Polski Vision z japońskim dubbingiem i polskim lektorem.